# Reprezentacja Estonii na Mistrzostwach Europy w Wioślarstwie 2009
Reprezentacja Estonii na Mistrzostwach Europy w Wioślarstwie 2009 liczyła 18 sportowców. Najlepszym wynikiem było 1. miejsce w dwójce podwójnej mężczyzn.

## Medale

### Złote medale
dwójka podwójna mężczyzn (M2x): Allar Raja, Kaspar Taimsoo

### Srebrne medale
Brak

### Brązowe medale
Brak

## Wyniki

### Konkurencje mężczyzn
- jedynka (M1x): Valeri Prosvirnin – 13. miejsce
- dwójka podwójna (M2x): Allar Raja, Kaspar Taimsoo – 1. miejsce
- czwórka podwójna (M4x): Igor Kuzmin, Vladimir Latin, Tõnu Endrekson, Andrei Jämsä – 8. miejsce
- ósemka (M8+): Rauno Talisoo, Alo Kuslap, Sten Villmann, Martin Absalon, Artur Maier, Alvar Räägel, Jaan Laos, Andrus Sabiin, Sim Schvede – 4. miejsce

### Konkurencje kobiet
- dwójka podwójna (W2x): Sille Vaiksaar, Kaisa Pajusalu – 6. miejsce